# Colònia romana
Colònia romana era una ciutat romana fundada per ciutadans romans en territori de ciutats conquerides.
Quan Roma es va engrandir i sotmetre ciutats, es reservava una part dels territoris conquerits (ager publicus) per repartir-la entre ciutadans pobres que no podien esperar terres al Latium, on predominava els latifundis. Es fundaven colònies, a les quals s'atribuïa una part de l'ager, i aquesta es repartia entre els colons. Els pobladors de les colònies romanes eren considerats ciutadans romans, i els aliats foren enviats ocasionalment com a colons junt amb ciutadans romans. En les colònies quedaven inclosos els terrenys de propietaris locals, terrenys que formaven part de la colònia, i dels que els titulars pertanyien a ciutats aliades però gaudien del conjunt de drets de colònia.
La ciutadania romana va estendre's als magistrats de les colònies. A les de dret llatí (és a dir sense dret de ciutadania) els magistrats obtenien la plena ciutadania en acabar el seu mandat. Altres ciutats podien negociar el dret de ciutadania per separat. Les colònies tenien una organització bàsicament igual a la dels municipis romans, però formades per ciutadans romans establerts en territori de ciutats dependents de Roma sense dret de ciutadania.

## Història
La primera colònia esmentada és la de Fidenae, fundada pel rei Ròmul, però segons Livi, les primeres colònies romanes es van establir al voltant de l'any 752 aC, que van ser Antemnae i Crustumerium. Les primeres colònies es van establir en ciutats enemigues que havien estat derrotades i a part de Fidenae, l'autenticitat de la qual és dubtosa, les primeres són de finals del segle vi aC sota el rei Tarquini el Superb. Latium estava essent envaït pels pobles muntanyesos dels volscs i els eques i per defensar la regió es van establir les colònies de Sígnia (a l'est), Circeii (al sud-est), Cora (entre Roma i Circeii) i Pomètia (a la plana central).
Al segle v aC es va fundar Velitrae, seguida de Norba a la part oriental del Latium, però van resultar insuficients i el general volsc Coriolà es va apoderar d'aquestes colònies. Quan el 467 aC van conquerir Antium els romans la van refundar com a colònia. Després en van seguir moltes altres.
Les colònies (coloniae civium Romanorum o coloniae maritimae) gaudien del dret romà és a dir que tenien plena ciutadania i un senat local. Si eren vora la costa eren colònies marítimes (exemples típics foren Òstia el 350 aC o Rimini el 268 aC). Es fundaven amb 300 famílies que rebien mitja hectàrea cadascuna (poc per mantenir una família); després del 183 aC les colònies es van fundar a l'interior (Mutina, Parma) amb un nombre més gran de colons.
Les colònies llatines (coloniae latinae), dotades del dret llatí, eren més grans que les colònies romanes i eren al mateix temps fortaleses prop de territori enemic o a l'interior del territori enemic; les terres de cada família abastaven de 12 fins a 35 hectàrees. La colònia formava una ciutat estat i els seus habitants perdien la ciutadania romana (tot i que si els colons tornaven a Roma la recuperaven). Els romans que entraven en aquestes colònies (perquè rebien una casa o terra) perdien la seva ciutadania romana en favor de la ciutadania llatina.
La lex Julia de l'any 90 aC va donar a les colònies i ciutats llatines d'Itàlia la ciutadania romana, tan si eren municipis com colònies. Les colònies llatines van esdevenir municipis. Exemple de colònia llatina va ser Bríndisi (246 aC).
Els fundadors de la colònia a proposta del senat o dels cònsols, eren tres magistrats, triumvirs, que seleccionaven els colons i dirigien la fundació (construcció de muralles, edificis oficials i rituals) i el govern inicialment (les cases dels colons es feien més tard). De vegades la colònia era de nova fundació i d'altres es convertia en colònia una ciutat ja existent (en aquest cas la població local podia romandre al lloc).
Després del 133 aC les colònies ja no foren instruments de control militar de dominació o defensiu. El nombre de desocupats havia augmentat i calia donar terres a tots els possibles. Les colònies van passar a ser granges agrícoles. Tàrent per exemple el 122 aC. La primera fundada fora d'Itàlia fou Colonia Iunonia (Cartago). El 118 aC Narbo Martius (Narbona) va ser la primera a Provincia.
La lluita entre populars (els partidaris de proposar les lleis a les assemblees populars) i optimats (els partidaris de proposar lleis al senat) va començar al final del segle ii aC. Els populars per triomfar a les assemblees havien de proposar reformes que donessin satisfacció al poble però per portar-les a terme calia un suport especial i Luci Apuleu Saturní es va adonar que calia suport militar. Així Apuleu va proposar de donar terres als veterans de l'exèrcit de Gai Mari buscant el suport de l'exèrcit i dels veterans; els optimats van obstruir aquesta norma; Apuleu podia demanar el suport dels veterans però no ho va fer i finalment va morir assassinat (100 aC). Però després Sul·la i Juli Cèsar van fundar nombroses colònies pels seus veterans. Colònies de Cèsar, en les que basava el seu poder foren Càpua, Cecilia Metellina (Medellín a Hispània), Hippo, Tapsos i Sinope entre d'altres. Sota August la majoria de les colònies es van crear a les províncies (Lió, Augst, Barcelona, Siracusa, Durrës, Patras, Cnossos, Beirut, etc.
La pràctica va continuar sota els següents emperadors i cada vegada el títol era més honorífic. Una de les darreres colònies que es va convertir en ciutat fou Nicomèdia, en temps de Dioclecià.
Es coneixen unes 400 ciutats amb rang colonial.
Hispània, nom amb què era coneguda gairebé tota la península que ara coneixem com a Ibèrica.
Entrant per Empúries el 218 aC, els romans colonitzaran de mica en mica tot el territori, per mar i per terra, per mitjà de la 'Via Augusta' veritable carretera que ressegueix tota la costa mediterrània fins a Cadis. Des d'aquesta via es procedeix a la colonització de tota la península, dividida primer en Hispània Citerior, la del voltant de la Via Augusta fins a Múrcia, i la Hispània Ulterior, de Múrcia a Cadis. Aquestes dues demarcacions van estendre's territori endins, la Citerior cap al Nord i la Ulterior cap al Sud. Ben aviat, tot el territori peninsular va ser dividit en províncies: Tarraconensis, Cartaginensis, Baetica, Lusitània, Gallaecia.
Tàrraco era la capital de la Tarraconensis, i el seu territori va abraçar diverses àrees, essent constant l' àrea dels actuals Països Catalans. Cartago Nova fou la capital de la Cartaginensis.
Tot aquest territori formava part de l' Imperi Romà fins al segle v, segle on té lloc la decadència de l' Imperi, tant per raons endògenes -desavinences internes -, com per raons exògenes -les conquestes dels pobles 'bàrbars', que van accedir per la part Nord de la Via Augusta.